# Elizabeth Campbell, duchessa di Argyll
Lady Elizabeth Georgiana Leveson-Gower, duchessa di Argyll (30 maggio 1824 – Trentham, 25 maggio 1878), è stata una nobildonna inglese.

## Biografia
Era la figlia di George Sutherland-Leveson-Gower, II duca di Sutherland, e di sua moglie, Lady Harriet Howard.

## Matrimonio
Sposò, il 31 luglio 1844, George Douglas Campbell, VIII duca di Argyll. Ebbero dodici figli:
- John Campbell, IX duca di Argyll (6 agosto 1845-2 maggio 1914), sposò la principessa Luisa, figlia della regina Vittoria e del principe consorte Alberto, non ebbero figli;
- Lord Archibald Campbell (18 dicembre 1846-29 marzo 1913), sposò Janey Sevilla Callander, ebbero due figli;
- Lord Walter Campbell (30 luglio 1848-2 maggio 1889), sposò Olivia Rowlandson Milns, ebbero due figli;
- Lady Edith Campbell (7 novembre 1849-6 luglio 1913), sposò Henry George Percy, VII duca di Northumberland, ebbero tredici figli;
- Lady Elisabeth Campbell (1850-24 settembre 1896), sposò il tenente colonnello Edward Harrison Clough-Taylor, ebbero una figlia;
- Lord George Granville Campbell (25 dicembre 1850-21 aprile 1915), sposò Sybil Lascelles Alexander, ebbero tre figli;
- Lord Colin Campbell (9 marzo 1853-18 giugno 1895), sposò Gertrude Elizabeth Blood, non ebbero figli;
- Lady Victoria Campbell (22 maggio 1854-6 luglio 1910);
- Lady Evelyn Campbell (17 agosto 1855-22 marzo 1940), sposò James Baillie-Hamilton, non ebbero figli;
- Lady Frances Campbell (22 febbraio 1858-25 febbraio 1931), sposò il colonnello James Eustace Anthony Balfour, ebbero cinque figli;
- Lady Mary Emma Campbell (22 settembre 1859-22 marzo 1947), sposò Edward Carr Glyn, ebbero tre figli;
- Lady Constance Harriett Campbell (11 novembre 1864-9 febbraio 1922), sposò Charles Emmott, ebbero figli.

Ha servito come Mistress of the Robes della regina Vittoria tra il dicembre 1868 e il gennaio 1870.

## Morte
Morì, improvvisamente, il 25 maggio 1878 a 53 anni a Carlton House Terrace, Londra.

## Ascendenza
|                                                           |                                           |                                                   | Genitori                                                  |  |  | Nonni |  |  | Bisnonni                                           |  |  | Trisnonni                             |  |
|                                                           |                                           |                                                   |                                                           |  |  |       |  |  | 8. Granville Leveson-Gower, I marchese di Stafford |  |  | 16. John Leveson-Gower, I conte Gower |  |
|                                                           |                                           |                                                   |                                                           |  |  |       |  |  | 8. Granville Leveson-Gower, I marchese di Stafford |  |  | 16. John Leveson-Gower, I conte Gower |  |
|                                                           |                                           | 17. lady Evelyn Pierrepont                        |                                                           |  |  |       |  |  | 8. Granville Leveson-Gower, I marchese di Stafford |  |  |                                       |  |
| 4. George Leveson-Gower, I duca di Sutherland             |                                           |                                                   |                                                           |  |  |       |  |  | 8. Granville Leveson-Gower, I marchese di Stafford |  |  |                                       |  |
|                                                           |                                           | 9. lady Louisa Egerton                            | 18. Scroop Egerton, I duca di Bridgewater                 |  |  |       |  |  |                                                    |  |  |                                       |  |
|                                                           |                                           | 9. lady Louisa Egerton                            | 18. Scroop Egerton, I duca di Bridgewater                 |  |  |       |  |  |                                                    |  |  |                                       |  |
|                                                           |                                           | 9. lady Louisa Egerton                            | 19. lady Rachael Russell                                  |  |  |       |  |  |                                                    |  |  |                                       |  |
| 2. George Sutherland-Leveson-Gower, II duca di Sutherland |                                           | 9. lady Louisa Egerton                            |                                                           |  |  |       |  |  |                                                    |  |  |                                       |  |
|                                                           |                                           | 10. William Sutherland, XVIII conte di Sutherland | 20. William Sutherland, XVII conte di Sutherland          |  |  |       |  |  |                                                    |  |  |                                       |  |
|                                                           |                                           | 10. William Sutherland, XVIII conte di Sutherland | 20. William Sutherland, XVII conte di Sutherland          |  |  |       |  |  |                                                    |  |  |                                       |  |
|                                                           |                                           | 10. William Sutherland, XVIII conte di Sutherland | 21. lady Elizabeth Wemyss                                 |  |  |       |  |  |                                                    |  |  |                                       |  |
| 5. Elizabeth Sutherland, XIX contessa di Sutherland       |                                           | 10. William Sutherland, XVIII conte di Sutherland |                                                           |  |  |       |  |  |                                                    |  |  |                                       |  |
|                                                           |                                           | 11. Mary Maxwell                                  | 22. William Maxwell                                       |  |  |       |  |  |                                                    |  |  |                                       |  |
|                                                           |                                           | 11. Mary Maxwell                                  | 22. William Maxwell                                       |  |  |       |  |  |                                                    |  |  |                                       |  |
|                                                           |                                           | 11. Mary Maxwell                                  | 23. Elizabeth Hairstanes                                  |  |  |       |  |  |                                                    |  |  |                                       |  |
| 1. lady Elizabeth Sutherland-Leveson-Gower                |                                           | 11. Mary Maxwell                                  |                                                           |  |  |       |  |  |                                                    |  |  |                                       |  |
|                                                           | 12. Frederick Howard, V conte di Carlisle | 24. Henry Howard, IV conte di Carlisle            |                                                           |  |  |       |  |  |                                                    |  |  |                                       |  |
|                                                           | 12. Frederick Howard, V conte di Carlisle | 24. Henry Howard, IV conte di Carlisle            |                                                           |  |  |       |  |  |                                                    |  |  |                                       |  |
|                                                           | 12. Frederick Howard, V conte di Carlisle | 25. hon. Isabella Byron                           |                                                           |  |  |       |  |  |                                                    |  |  |                                       |  |
| 6. George Howard, VI conte di Carlisle                    | 12. Frederick Howard, V conte di Carlisle |                                                   |                                                           |  |  |       |  |  |                                                    |  |  |                                       |  |
|                                                           |                                           | 13. lady Margaret Leveson-Gower                   | 26. Granville Leveson-Gower, I marchese di Stafford (= 8) |  |  |       |  |  |                                                    |  |  |                                       |  |
|                                                           |                                           | 13. lady Margaret Leveson-Gower                   | 26. Granville Leveson-Gower, I marchese di Stafford (= 8) |  |  |       |  |  |                                                    |  |  |                                       |  |
|                                                           |                                           | 13. lady Margaret Leveson-Gower                   | 27. lady Louisa Egerton (= 9)                             |  |  |       |  |  |                                                    |  |  |                                       |  |
| 3. lady Harriet Howard                                    |                                           | 13. lady Margaret Leveson-Gower                   |                                                           |  |  |       |  |  |                                                    |  |  |                                       |  |
|                                                           |                                           | 14. William Cavendish, V duca di Devonshire       | 28. William Cavendish, IV duca di Devonshire              |  |  |       |  |  |                                                    |  |  |                                       |  |
|                                                           |                                           | 14. William Cavendish, V duca di Devonshire       | 28. William Cavendish, IV duca di Devonshire              |  |  |       |  |  |                                                    |  |  |                                       |  |
|                                                           |                                           | 14. William Cavendish, V duca di Devonshire       | 29. Charlotte Elizabeth Boyle, marchesa di Hartington     |  |  |       |  |  |                                                    |  |  |                                       |  |
| 7. lady Georgiana Cavendish                               |                                           | 14. William Cavendish, V duca di Devonshire       |                                                           |  |  |       |  |  |                                                    |  |  |                                       |  |
|                                                           |                                           | 15. lady Georgiana Spencer                        | 30. John Spencer, I conte Spencer                         |  |  |       |  |  |                                                    |  |  |                                       |  |
|                                                           |                                           | 15. lady Georgiana Spencer                        | 30. John Spencer, I conte Spencer                         |  |  |       |  |  |                                                    |  |  |                                       |  |
|                                                           |                                           | 15. lady Georgiana Spencer                        | 31. Margaret Poyntz                                       |  |  |       |  |  |                                                    |  |  |                                       |  |
|                                                           |                                           | 15. lady Georgiana Spencer                        |                                                           |  |  |       |  |  |                                                    |  |  |                                       |  |